# Международный фонд сельскохозяйственного развития
Международный фонд сельскохозяйственного развития (МФСР или IFAD, от англ. International Fund for Agricultural Development) — специализированное учреждение ООН, занимающееся мобилизацией финансовых ресурсов в целях увеличения производства продовольствия и улучшения положения с питанием бедных групп населения в развивающихся странах.
Организация была образована в результате договорённостей в рамках Всемирной продовольственной конференции 1974 года. Главная цель МФСР — ликвидация сельской бедности в развивающихся странах. 75 % бедного населения мира проживает в сельской местности этих стран, но только 4 % средств, выделяемых на поддержку со стороны мирового сообщества, официально уходят на развитие аграрного сектора.
Стратегическая политика МФСР подробно изложена в документе «Strategic Framework for IFAD 2011—2015: Enabling the Rural Poor to Overcome Poverty».

## Цель
Цель МФСР заключается в расширении возможностей малообеспеченных сельских мужчин и женщин в развивающихся странах для достижения более высоких доходов и улучшения условий жизни.

## Основные задачи
МФСР стремится достичь того, чтобы малообеспеченные сельские жители имели более широкий доступ и возможность воспользоваться такими благами, как:
- Природные ресурсы, особенно безопасный доступ к земле и воде, и совершенствование методов управления природными ресурсами и их сохранения;
- Усовершенствованные сельскохозяйственные технологии и эффективные производственные услуги;
- Широкий спектр финансовых услуг;
- Транспарентные и конкурентные рынки сельскохозяйственных ресурсов и продукции;
- Возможности для занятости в сельских районах вне фермерских хозяйств и развития предпринимательства;
- Местная и национальная политика и программы.
Все решения МФСР – по региональным, страновым и тематическим стратегиям, стратегиям сокращения масштабов нищеты, политическому диалогу и партнёрам в области развития – принимаются с учётом этих принципов и целей. Как отмечается в стратегических рамках, МФСР привержен достижению целей в области развития, сформулированных в Декларации тысячелетия.
В основе этих целей лежит убежденность МФСР в том, что малообеспеченные сельские жители должны иметь возможность руководить своим собственным развитием, с тем чтобы искоренить нищету. Люди из данной категории должны иметь возможность развивать и укреплять свои собственные организации, чтобы они могли продвигать свои собственные интересы и устранять препятствия, которые мешают многим из них создавать для себя лучшую жизнь. Они должны иметь возможность влиять на решения и политику, влияющие на их жизнь, и им необходимо укреплять свои позиции на рынке.

## Партнерство в целях искоренения нищеты в сельских районах
С помощью займов и грантов МФСР сотрудничает с правительствами в разработке и финансировании программ и проектов, позволяющих малообеспеченным сельским жителям самим преодолевать нищету.
С начала своей деятельности в 1978 году МФСР инвестировал 12 млрд долл. в 860 проектов и программ, которые охватили около 370 млн малоимущих сельских жителей.
Правительства и другие источники финансирования в странах-получателях, включая участников проекта, внесли 10,8 млрд долл. а многосторонние, двусторонние и другие доноры предоставили ещё примерно 8,8 млрд долл. Это представляет собой общий объём инвестиций в размере около 19,6 млрд долл.
МФСР борется с нищетой не только как кредитор, но и как защитник сельской бедноты. Его многосторонняя база обеспечивает естественную глобальную платформу для обсуждения важных политических вопросов, влияющих на жизнь малоимущих сельских жителей, а также для привлечения внимания к центральной роли развития сельских районов в достижении целей в области развития, сформулированных в Декларации тысячелетия.
МФСР также является партнёром Compact2025, партнерства, которое разрабатывает и распространяет основанные на фактических данных рекомендации для политиков и других лиц, принимающих решения, направленные на прекращение голода и недоедания в ближайшие 10 лет. МФСР представлен в руководящем Совете Compact2025 его президентом.
МФСР одобрил льготные кредиты на сумму 30 млн долл. для четвёртой фазы проекта по управлению ресурсами общин Северо-Восточного региона (NERCORMP) в Индии.
В 2017 году МФСР подписал с Мадагаскаром соглашение о финансировании на сумму 53 млн долл. в целях сокращения продовольственной незащищенности и повышения устойчивости к изменению климата в сельских районах.

## Членство
Членство в МФСР открыто для всех государств-членов ООН, её специализированных учреждений или Международного агентства по атомной энергии. Государство становится членом МФСР путем ратификации многостороннего договора, известного как соглашение об учреждении Международного фонда сельскохозяйственного развития. Совет управляющих является высшим органом МФСР по принятию решений, причем каждое государство-член представлено губернатором и заместителем губернатора. Совет собирается ежегодно. Исполнительный совет, отвечающий за надзор за общей деятельностью МФСР и утверждение займов и субсидий, состоит из 18 членов и 18 заместителей членов. Председатель, который исполняет свои обязанности на четырёхлетний срок (возобновляется один раз), является главным исполнительным директором МФСР и председателем Исполнительного совета.
По состоянию на февраль 2015 года МФСР насчитывает 176 государств-членов. Это включает 174 государства-члена ООН наряду с островами Кука и Ниуэ.
Другими государствами-членами ООН, не являющимися членами МФСР, являются Австралия, Андорра (присоединившаяся в 1977 году, но впоследствии денонсировавшая соглашение), Бахрейн, Беларусь, Бруней, Болгария, Чехия, Латвия, Литва, Лихтенштейн, Монако, Польша, Сан-Марино, Сербия, Сингапур, Словакия, Словения, Туркменистан и Украина.
Наблюдателями являются Святейший престол и Европейский союз.

## Цены на продовольствие и бедность сельских районов
Цены на основные продовольственные товары быстро росли во время мирового продовольственного кризиса 2007-08 годов. Только в первом квартале 2008 года цены на пшеницу и кукурузу выросли на 130% и 30% соответственно по сравнению с показателями 2007 года. Цены на рис, хотя и росли умеренно в 2006 году и более того в 2007 году, выросли на 10% в феврале 2008 года и ещё на 10% в марте 2008 года. Угроза продовольственной безопасности в развивающихся странах резко возросла. Важное значение имеют скоординированные действия международного сообщества.
Непосредственным ответом МФСР было выделение до 200 млн долл. из существующих займов и субсидий для обеспечения срочного роста сельскохозяйственного производства в развивающихся странах в условиях высоких цен на продовольствие и низких запасов продовольствия. Однако МФСР будет и впредь настаивать на быстрых и срочных долгосрочных инвестициях в сельское хозяйство, включая доступ к земле, воде, технологиям, финансовым услугам и рынкам, с тем чтобы позволить 450 миллионам мелких фермерских хозяйств в развивающихся странах выращивать больше продовольствия более продуктивно и тем самым повышать свои доходы и устойчивость, а также реагировать на растущий глобальный спрос на продовольствие.

## Состояние сельской бедности
Несмотря на улучшения, произошедшие за последние десять лет и позволившие вывести более 350 миллионов сельских жителей из состояния крайней нищеты, глобальная нищета остается массовым и преимущественно сельским явлением, при этом 70% из 1,4 миллиарда чрезвычайно бедных людей в развивающихся странах живут в сельских районах. Доклад МФСР о бедности в сельских районах за 2011 год показал, что за последнее десятилетие общий уровень крайней нищеты в сельских районах развивающихся стран снизился с 48% до 34%, что привело к резкому росту в Восточной Азии. В докладе также отмечается сохранение нищеты в сельских районах стран Африки к югу от Сахары и Южной Азии.